# Werner Neumann (Richter)
Werner Neumann (* 11. April 1953 in Freckenhorst) ist ein deutscher Jurist. Er war von Juli 2000 bis April 2016 Richter am deutschen Bundesverwaltungsgericht, seit Mai 2010 als Vorsitzender Richter.

## Leben
Werner Neumann schloss seine juristische Ausbildung im Jahr 1980 ab und wurde Richter am Verwaltungsgericht Minden. Danach arbeitete er mehrere Jahre am Verwaltungsgericht Münster. 1987 wurde er zum Richter am Oberverwaltungsgericht für das Land Nordrhein-Westfalen ernannt. Von 1990 bis 1995 war er als wissenschaftlicher Mitarbeiter zunächst an das Bundesverwaltungsgericht, später an das Bundesverfassungsgericht abgeordnet. 1996 bis 2000 war er neben seiner Richtertätigkeit auch wissenschaftlicher Mitarbeiter am Verfassungsgerichtshof für das Land Nordrhein-Westfalen. Im Juli 2000 wurde Werner Neumann zum Richter am Bundesverwaltungsgericht ernannt und gehört seitdem dem 7. Revisionssenat an. Seit Januar 2007 ist Neumann auch stellvertretender Präsidialrichter des Bundesverwaltungsgerichts.
Seit dem 12. Mai 2010 hat Werner Neumann den Vorsitz des 6. Revisionssenats inne und ist damit u. a. für das Schul-, Hochschul- und Prüfungsrecht, das Personalvertretungsrecht, das Telekommunikationsrecht, das Vereins- und Versammlungsrecht, das Waffenrecht sowie das Polizei- und Ordnungsrecht zuständig. Als Vorsitzender des 6. Senats folgte er Franz Bardenhewer nach.
Neben der richterlichen Tätigkeit an staatlichen Gerichten ist Neumann seit 2001 Richter am Verwaltungsgerichtshof der Union Evangelischer Kirchen im Ehrenamt und Mitautor bei Gesetzeskommentaren zur Verwaltungsgerichtsordnung und zum Verwaltungsverfahrensgesetz.